# 栢間赤堀
栢間赤堀（かやまあかほり）は、埼玉県久喜市菖蒲区域を流れる河川である。

## 概要
上流域では水田などの農地の中を流下するが、幹線堀との合流地点より下流域はおおよそ集落の縁に沿って流下する。かつては菖蒲町下栢間・菖蒲町柴山枝郷流域の北側・北方には栢間沼と呼ばれる広大な湿地が存在しており、掘り上げ田（ホッツケ）などによる農業・稲作が営われていた。現在ではこれらの掘り上げ田は圃場整備や農地改良を経て通常の水田などになっている。また、流末は利根川水系元荒川へと至り終点となる。流路の詳細に関しては下記の流路節を参照されたい。
栢間赤堀という名称は、元荒川を挟んだ鴻巣市・桶川市側に「赤堀川」（あかほりかわ）という別の河川が流下しているために、その河川と栢間を流下する赤堀とを区別をするため「栢間」という言葉を冠し、「栢間赤堀」と称されている。このため栢間赤堀は赤堀（あかほり）とも称される。
幹線堀と水路との合流地点付近には桜が植樹されており、同地付近には「赤堀改修記念碑」が建立されている。また、同地付近の栢間赤堀西方（右岸側）に所在する神明神社の参道の並木道などにはかつての農村の風景などが比較的保存されている。
合流
- 幹線堀

## 流路
- 菖蒲町小林の北西部を南南東へ流下し、途中菖蒲町上栢間（西側）と菖蒲町小林の（東側）の境界を南南東へ流下する。
- 菖蒲町下栢間の北部、字埜の田を南南東へ流下し、森下浄水場の南方付近にて北東より流下してくる水路、および北西より流下してくる幹線堀と合流する。
- この合流付近では菖蒲町上栢間（西側）と菖蒲町下栢間（東側）の境界を流下するが、「神明橋」付近より菖蒲町下栢間を流下するようになり、南東へ流下する。
- 弁天沼の南方を流下し、埼玉県道12号川越栗橋線を横断後、菖蒲町下栢間字沼尻・字在家・字下在来などの中を南東へ流下し、「観音橋」付近より流路を東北東へと変え、字下在来・字小塚などの中を流下する。
- 「一本木橋」付近より流域は菖蒲町柴山枝郷となる。字下谷中（北側）や字小の上（南側）などの中をおおよそ東へと流下する。
- 菖蒲町柴山枝郷の南部にて南西方より流下してくる元荒川へと至り、合流・終点となる。
- 終点：元荒川

## 橋梁

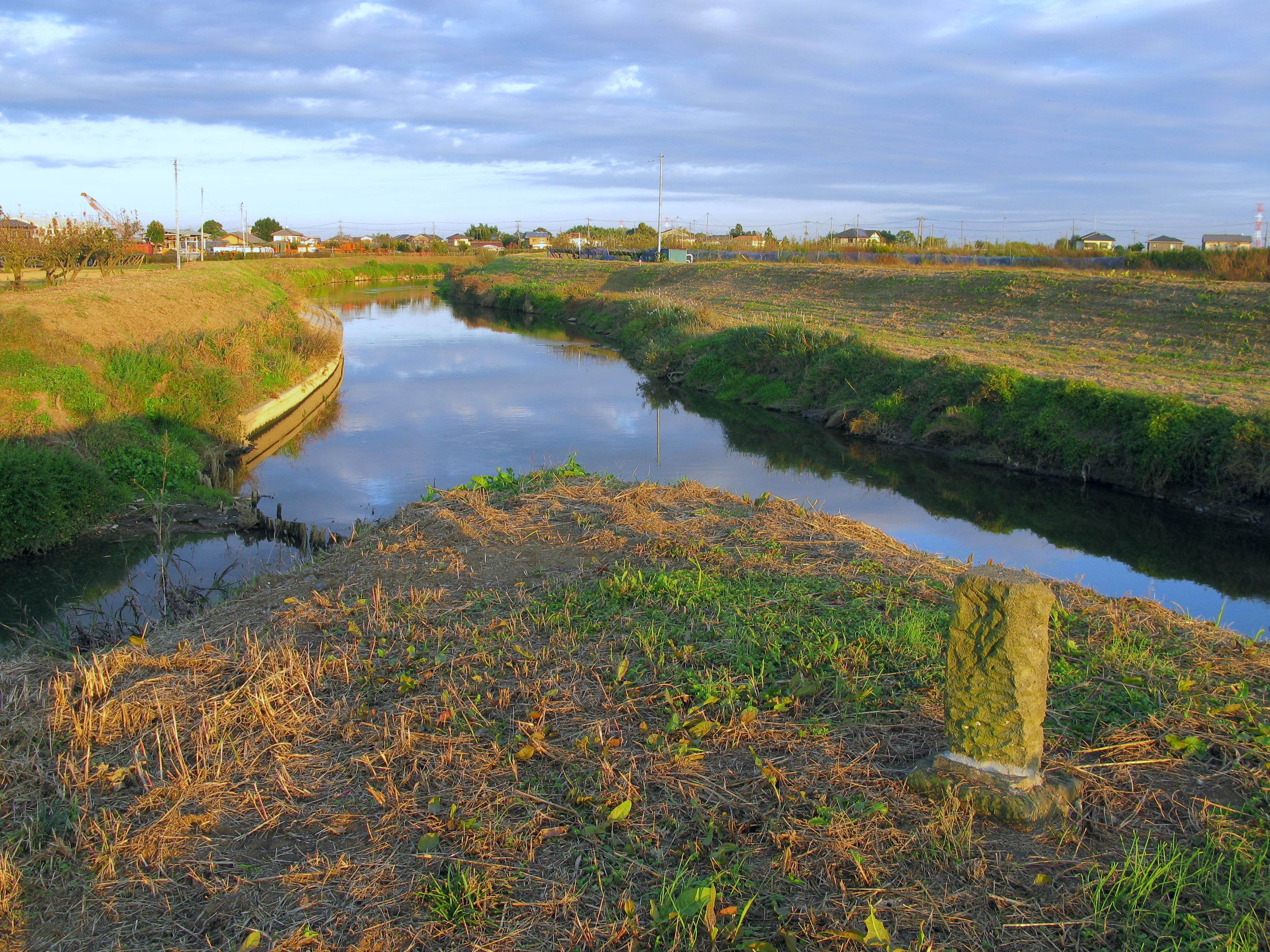
栢間赤堀と元荒川の合流点

- （埼玉県道310号笠原菖蒲線）
- 田中橋（埼玉県道312号下石戸上菖蒲線）
- 森下橋
- 神明橋
- 徒歩橋
- 赤堀橋（埼玉県道12号川越栗橋線）
- 弁天橋
- 在家橋
- （首都圏中央連絡自動車道）
- 観音橋
- 一本木橋

## 周辺の施設
- 森下公民館
- 森下浄水場
- 神明神社
- 鎮守の森公園
- しみん農園
- 弁天沼
- 菖蒲パーキングエリア